# Fort Wright
Fort Wright är en staden i Kenton County, Kentucky, USA. År 2000 hade staden 5 681 invånare. Den har enligt United States Census Bureau en area på 9,0 km², allt är land.